# Kit, the Arkansaw Traveler
Kit, the Arkansaw Traveler è un cortometraggio muto del 1914 diretto da Kenean Buel.

## Produzione
Il film fu prodotto dalla Kalem Company.

## Distribuzione
Distribuito dalla General Film Company, il film uscì nelle sale cinematografiche USA nell'agosto 1914.